# MAZ-530
Der Lkw MAZ-530 (russisch МАЗ-530, deutsche Transkription eigentlich MAS-530) ist ein Großmuldenkipper des sowjetischen Fahrzeugherstellers Minski Awtomobilny Sawod, der in der zweiten Hälfte der 1950er-Jahre entwickelt wurde. 1960 wurde die Produktion dieses Typs im Zuge der Spezialisierung der sowjetischen Automobilindustrie zu BelAZ verlagert und dort unter dem Namen BelAZ-530 bis 1963 weitergebaut.

## Beschreibung

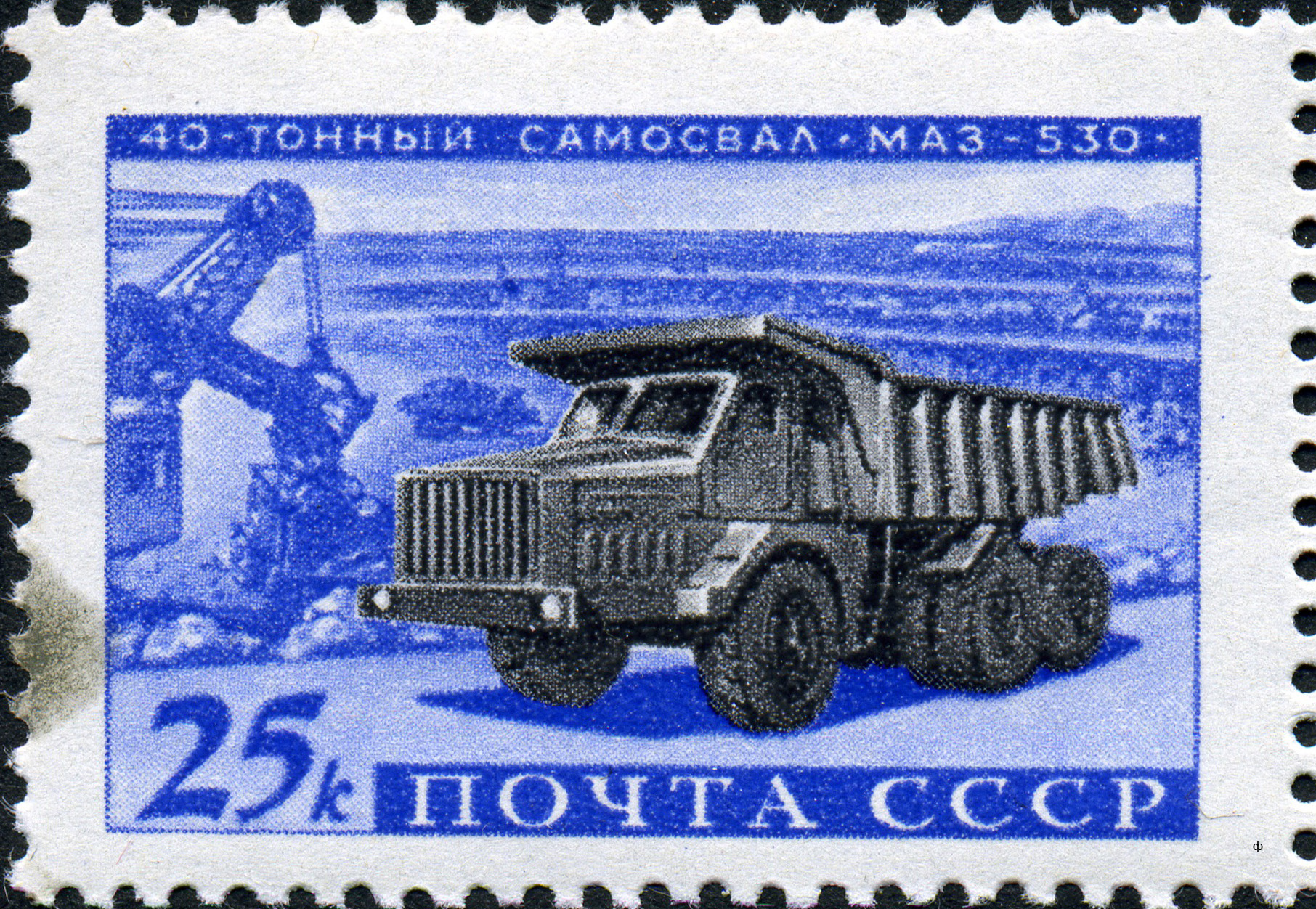
Ein MAZ-530 auf einer sowjetischen Briefmarke von 1960

Wie schon sein Vorgänger MAZ-525 ist der MAZ-530 ein Großmuldenkipper, der hauptsächlich für den Einsatz im Bergbau gedacht war. Da sich die Nutzlast von 25 Tonnen des MAZ-525 in der Realität schnell als zu gering erwies, gab der Ministerrat der UdSSR am 17. Mai 1955 eine Verordnung heraus, nach der eine dreiachsige Variante des Fahrzeugs binnen zwei Jahren zu entwickeln sei. 1957 wurde schließlich die Serienproduktion aufgenommen.
Die gefertigten Stückzahlen blieben über die Jahre gering. Im Minsker Werk wurden bis 1960 weniger als 40 Fahrzeuge hergestellt. In der Praxis ergaben sich Probleme, da die Zuladung von 40 Tonnen für diesen traditionellen Langhauber-Lkw in Verbindung mit einem gewöhnlichen Dieselmotor zu hoch bemessen war. 1960 schließlich wurde die Produktion des Fahrzeugtyps an das Belaruski Awtomobilny Sawod (BelAZ) abgegeben, wo er noch bis 1963 unter der Bezeichnung BelAZ-530 gebaut wurde.
Die Fahrzeuge hatten einige technische Besonderheiten. So waren sie die ersten zivilen Typen, bei denen der D-12A-Dieselmotor mit einer Leistung von 450 PS (331 kW) verwendet wurde. Die Hinterachsen waren direkt an den Rahmen montiert, auf eine Federung wurde mit Ausnahme einiger Gummidämpfer verzichtet, weil keine Federungselemente zur Verfügung standen, die den Stoßbelastungen beim Beladen standhielten. Wichtigste Federung waren die übergroßen Räder und Reifen. Es waren außerdem die ersten Fahrzeuge dieser Gewichtsklasse, die überhaupt von der Sowjetunion gefertigt wurden. Trotz technischer Probleme und geringen Stückzahlen wurde der Muldenkipper als erfolgreiches Projekt gewertet, bei dem viele Erfahrungen für spätere Typen gesammelt werden konnten.

## Technische Daten
Für den MAZ-530 über die gesamte Produktionszeit.
- Motortyp: D-12A-450
- Motor: V-12-Zylinder-Dieselmotor, 60° Bankwinkel, Anlenkpleuel, wassergekühlt
- Leistung: 331 kW (450 PS) bei 1800 min−1
- Hubraum: 38,8 l
- Bohrung: 150,0 mm
- Hub:
  - linke Zylinderbank: 180,0 mm
  - rechte Zylinderbank: 186,6 mm
- Kompression: 14 bis 15:1
- maximales Drehmoment: 2040 Nm bei 1100–1200 min−1
- Zündfolge: 1l–6r–5l–2r–3l–4r–6l–1r–2l–5r–4l–3r (r...rechte Zylinderbank, l...linke Zylinderbank)
- Kraftstoffverbrauch: 200 l/100 km bei 30 km/h und 40 Tonnen Zuladung
- Tankinhalt: 600 l Dieselkraftstoff
- Getriebe: manuell zu schaltendes Schaltgetriebe mit 3 Vorwärtsgängen und einem Rückwärtsgang
- Verteilergetriebe: Zweistufig (Geländeuntersetzung)
- Höchstgeschwindigkeit: 43 km/h
- Bordspannung: 12 V, zum Anlassen umschaltbar auf 24 V
- Anlasser: Typ ST710, 15 PS Leistung
- Lichtmaschine: G73, 1500 W, 40 A
- Batterien: 4 × 128 Ah
- Antriebsformel: 6×4

Abmessungen und Gewichtsangaben
- Länge: 10.520 mm
- Breite: 3460 mm
- Höhe: 3670 mm
- Radstand: 3900 + 2000 mm
- Bodenfreiheit: mindestens 460 mm
- Wendekreis (Durchmesser): 28 m, gemessen am Vorderrad
- Spurweite vorne: 2620 mm
- Spurweite hinten: 2400 mm (Doppelbereifung)
- maximaler Kippwinkel: 65°
- Inhalt der Kippmulde: 22 m³
- Maße der Kippmulde (L×B, innen): 3050 × 6540 mm
- Reifendimension: 18,00-32″
- Leergewicht: 38.400 kg
- Zuladung: 40.000 kg
- zulässiges Gesamtgewicht: 78.400 kg
- Achslast vorne: 17.500 kg
- Achslast hinten: je 30.450 kg